# مايك مايهيو
مايك مايهيو (بالإنجليزية: Mike Mayhew)‏ هو رسام نيوزيلندي، ولد في 1980 في كرايستشرش في نيوزيلندا.